# Rudolf I van Guînes
Rudolf I van Guînes (circa 992 - Parijs, 30 mei 1036) was van 996 tot aan zijn dood graaf van Guînes. 

## Levensloop
Rudolf was de zoon van graaf Ardolf I van Guînes en diens echtgenote Mahaut, dochter van graaf Ernicule van Boulogne. In 996 volgde hij zijn vader op als graaf van Guînes.
Omdat hij een slechte economische beheerder was, kwam het graafschap Guînes in de financiële problemen. Om dit op te lossen, voerde hij een jaarlijkse belasting van één stuiver in voor elk individu zonder onderscheid van leeftijd, geslacht of rang en een belasting van vier stuivers voor iedere bruiloft en begrafenis. Uit angst voor revoluties verbood hij eveneens de wapendracht bij boeren. 
In mei 1036 stierf Rudolf tijdens een riddertoernooi in Parijs door een val van zijn paard. Zijn lichaam werd naar verluidt verscheurd door honden en daarna in de Seine gegooid. 

## Huwelijk en nakomelingen
Rudolf huwde rond 1010 met Rosella (995-?), dochter van een graaf van Saint-Pol. Ze kregen volgende kinderen:
- Louise (1010-?)
- Eustaas I (1016-1065), graaf van Guînes